# Luis Milán
Luis Milán  oder Luis de Milán, auch Luys Milan (* um 1500; † um 1561), auch bekannt als Lluís del Milà, Lluís Milà, Luys Milán oder Luys de Milán, war ein spanischer Renaissance-Komponist, Vihuelist und Musikpädagoge. Mit El Maestro (katalanisch El mestre) verfasste er ein umfangreiches Werk mit Kompositionen für die Vihuela.

## Leben

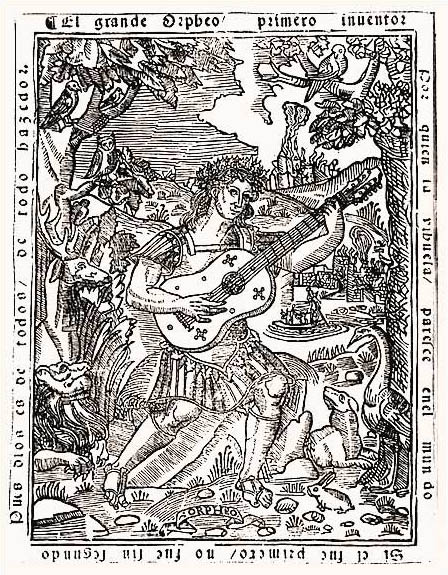
Orpheus spielt eine Vihuela. Titelblatt zu El Maestro (Valencia, 1536)

Luis Milán war der erste Komponist der Geschichte, der Musik für die Vihuela de mano veröffentlichte, die hauptsächlich auf der Iberischen Halbinsel und in einigen italienischen Staaten im 15. und 16. Jahrhundert verbreitet war. Er war auch einer der ersten Musiker, der textliche Tempoangaben für seine Musik notierte.
Vermutlich lebte er sein ganzes Leben in Valencia. Es scheint, dass Don Luis Milán dort bis etwa 1538 am herzoglichen Hof der Germaine de Foix als Vihuelaspieler beschäftigt war. 1535 veröffentlichte er sein erstes Buch über ein musikalisches Gesellschaftsspiel mit dem Titel El juego de mandar. Im Dezember des nächsten Jahres veröffentlichte er mit der ursprünglich in Tabulatur aufgezeichneten Sammlung Libro de música de vihuela de mano intitulado El maestro sein wichtigstes Buch, das Johann III. von Portugal gewidmet ist. Diese Widmung und die Existenz von sechs Villancicos in portugiesischer Sprache lassen vermuten, dass Milán in dieses Land reiste und einige Zeit dort verbrachte. Eine Version der Geschichte vermutet Miláns Reise nach Portugal als Folge eines Duells, in deren Verlauf er von Johann III. geadelt wurde.
Sein El maestro betiteltes, in Valencia 1536 gedrucktes Werk Libro de musica de vihuela de mano ist die erste Sammlung von Vihuela-Musik der Geschichte und war möglicherweise für Schüler der Vihuela bestimmt. Die als Tabulatur aufgezeichnete Musik wird von einfachem bis großem Schwierigkeitsgrad gesteigert, so dass sich ein Anfänger der Vihuela von Stück zu Stück entwickeln konnte (Vom Autor wurde das Werk aufgeteilt in einen leichter spielbaren Teil und einen mit technisch anspruchsvolleren Stücken). Es enthält 40 Fantasien, sechs Pavanen (darunter die Pavane La bella franceschina), zwölf Villancicos, sowie Sonetos (Formen des italienischen Sonetts) und andere Stücke. Einige Stücke sind für Vihuela solo und andere (wie Toda mi vida os ame) und weitere italienische, spanische und portugiesische Lieder für Gesang, der von der Vihuela kunstvoll begleitet wird. Viele Stücke sind von erheblicher Virtuosität, obwohl nicht die gesamte Ornamentik detailliert angegeben ist. Der Stil der Kompositionen variiert von einfachen homophonen zu polyphonen und virtuosen Passagen.
Neben ungewöhnlicher Chromatik treten seltsame Doppelalterationen auf, die sehr ungewöhnlich für die europäische Musik dieser Zeit waren. Es erscheint, dass das Buch mit großer Sorgfalt erstellt wurde. In dem aus zwei Teilen unterschiedlichen Schwierigkeitsgrads bestehenden Werk gibt es unterschiedliche Versionen für Spieler, die virtuose Teile vermeiden möchten, Bereiche von Stücken sind als optional markiert und Stücke mit Tempoangaben versehen (z. B. ni muy apriessa ni muy a espacio sino con un compás bien mesurado: „weder zu schnell noch zu langsam, aber mit moderatem Takt“). Die Hälfte der Villancicos ist in kastilischem Spanisch, die andere in Portugiesisch.
Seine letzte Publikation, El cortesano (1561) nach dem Vorbild von Il Cortegiano (Libro del Cortegiano) von Baldassare Castiglione, gibt ein lebhaftes und unterhaltsames Bild des Lebens am herzoglichen Hof von Valencia. Obwohl es keine Musik enthält, ist es ein wertvoller Bericht eines professionellen Musikers seiner Zeit.

## Veröffentlichungen
- Libro de musica de vihuela de mano. Intitulado El maestro. Valencia 1536; Faksimile-Ausgabe: Minkoff Reprint, Genf 1975.